# Sanctuaire de Monteforte
Le sanctuaire de la Vierge de Monteforte se trouve aux pieds du mont dans le territoire de la commune d’Abriola dans la Province de Potenza, une des deux provinces de la région de Basilicate dans le sud de l'Italie.

## Histoire
La structure remonte au Moyen Âge et est pleine de fresques précieuses. Sur le côté nord, sur le mur, sur l’abside il y a les plus anciennes et les plus visibles. Au Monteforte il y a eu peut-être aussi une chapelle privée utilisée par les clercs ou les aumôniers des Templiers. L’excès de l’humidité causée par les variations de température et les fortes chutes de neige ont déterminé la détérioration de la fresque représentant la Vierge assise sur le trône.
Sur le côté nord du sanctuaire il y a encore la fresque intacte représentant le mariage de Joseph et Marie. Sur le côté sud il y a des fragments d’une scène qui remonte à la Purification de Marie. Il y a plusieurs fresques qui  racontent  d’autres épisodes de la Vierge Marie et du mur central de l’abside, qui comprend l’intromission des saints.
Il n’y a  pas seulement  des fresques représentées à l’époque du Moyen Âge, mais aussi du XVIe siècle. En fait on a ajouté des blasons qui symbolisent l’université d’Abriola et les deux familles qui ont financé la restructuration de l’église.